# Zrazkove, Kuibîșeve
Zrazkove (în ucraineană Зразкове) este localitatea de reședință a comunei Zrazkove din raionul Kuibîșeve, regiunea Zaporijjea, Ucraina.

## Demografie
Componența lingvistică a localității Zrazkove
     Ucraineană (97,67%)
     Rusă (2,33%)
Conform recensământului din 2001, majoritatea populației localității Zrazkove era vorbitoare de ucraineană (97,67%), existând în minoritate și vorbitori de rusă (2,33%).